# 圣玛丽亚-德尔莫利塞
圣玛丽亚-德尔莫利塞（義大利語：Santa Maria del Molise）是意大利伊塞尔尼亚省的一个市镇。总面积17平方公里，人口671人，人口密度39.5人/平方公里（2009年）。ISTAT代码为094045。